# Florala
Florala es un pueblo ubicado en el condado de Covington en el estado estadounidense de Alabama. En el censo de 2000, su población era de 1964.

## Demografía
En el 2000 la renta per cápita promedia del hogar era de $17,377, y el ingreso promedio para una familia era de $21,176. El ingreso per cápita para la localidad era de $11,495. Los hombres tenían un ingreso per cápita de $27,569 contra $15,625 para las mujeres.

## Geografía
Florala se encuentra ubicado en las coordenadas 31°0′28″N 86°19′30″O / 31.00778, -86.32500 (31.007712, -86.324957)
Según la Oficina del Censo de los EE. UU., la ciudad tiene un área total de 10.93 millas cuadradas (28.32 km²).